# Феррейра, Факундо
Факу́ндо Ферре́йра (исп. Facundo Ferreyra; 14 марта 1991, Ломас-де-Самора) — аргентинский футболист, нападающий клуба «Тигре». Участник чемпионата Южной Америки среди молодёжных команд 2011 в составе сборной Аргентины.

## Карьера
Факундо является воспитанником «Банфилда». Профессиональный контракт с клубом подписал в 2008 году. Первый матч в чемпионате Аргентины провёл в сезоне 2008/09, выйдя на поле 22 ноября 2008 года во встрече с «Ураканом». Дебютный мяч забил 6 декабря в игре с «Архентинос Хуниорс». Всего в том сезоне сыграл 6 матчей и отметился 1 голом. В основном составе команды смог закрепиться лишь в сезоне 2010/11: игрок поучаствовал в 18 матчах чемпионата, отметившись шестью забитыми мячами.
3 января 2011 года Феррейра согласовал с «Банфилдом» новый контракт сроком до лета 2014 года. 4 июня 2011 года Факундо забил важный мяч в игре с «Бока Хуниорс», который позволил его клубу добиться ничейного результата 1:1. 3 октября 2011 года нападающий дважды поразил ворота соперников в игре с «Ньюэллс Олд Бойз». 25 октября того же года аргентинец сделал дубль в матче с «Индепендьенте», причём его голы были забиты на 54-й и 58-й минутах.
В 2011 году футболист принял участие в чемпионате Южной Америки по футболу среди молодёжных команд. На турнире Феррейра забил 4 мяча и поделил второе место в списке бомбардиров соревнования вместе с тремя другими игроками. Сборная Аргентины заняла на чемпионате третье место.
В мае 2011 года в прессе появилась информация, что интерес к молодому аргентинскому нападающему проявляют некоторые испанские и итальянские клубы. Наиболее активно следили за футболистом скауты «Ювентуса». В декабре того же года выяснилось, что туринский клуб был готов подписать игрока в летнее трансферное окно, однако сделка так и не состоялась.
Летом 2013-го в услугах игрока заинтересовался донецкий «Шахтёр». 9 июля «Шахтёр» оформил с Факундо Феррейрой контракт сроком на 5 лет. Трансферная стоимость нападающего составила 9 миллионов долларов. 5 октября 2013 года в матче 12 тура Украинской премьер-лиги с киевским «Арсеналом» оформил свой первый хет-трик за «Шахтёр», а его команда победила соперника со счётом (7:0). 26 октября 2013 года в матче 14 тура Премьер-лиги с луганской «Зарей» сделал дубль, доведя счёт до (4:0).
3 августа 2014 года Факундо Феррейра на правах годичной аренды перешёл в клуб английской Премьер-лиги «Ньюкасл Юнайтед». Но за команду не сыграл ни одного матча.
Вернувшись в донецкий «Шахтёр» аргентинец практически сразу стал основным игроком и наконечником в атаке. А два последних сезона очень сложно было представить без стабильно забивающего голы Феррейры. Интересно, что его результативность является одной из самых высоких за более чем 80-летнюю историю команды. Лидирует по данному показателю нападающий 1950-х годов Пётр Буянов — 0,51 (26 голов в 51 встрече), на втором месте Луис Адриано — 0,48 (128 голов в 266 матчах), на третьей позиции Факундо Феррейра — 0,47.
В начале июня 2018 года перешёл в Лиссабонскую «Бенфику» на правах свободного агента. В начале 2019 года перешёл в полуторагодичную аренду в испанский «Эспаньол». Его дебют в новой команде состоялся 3 февраля 2019 года в матче против «Вильярреала» (2:2).

## Достижения

### Командные
«Шахтёр» (Донецк)
- Чемпион Украины (2): 2016/17, 2017/18
- Обладатель Кубка Украины (3): 2015/16; 2016/17, 2017/18
- Обладатель Суперкубка Украины: 2017

«Бенфика»
- Чемпион Португалии: 2018/19[13]

### Личные
- Лучший бомбардир чемпионата Аргентины: Инисиаль 2012
- Лучший бомбардир украинской Премьер-лиги: 2017/18
- Член бомбардирского Клуба Максима Шацких: 59 голов.